# テオフィル・デルカッセ

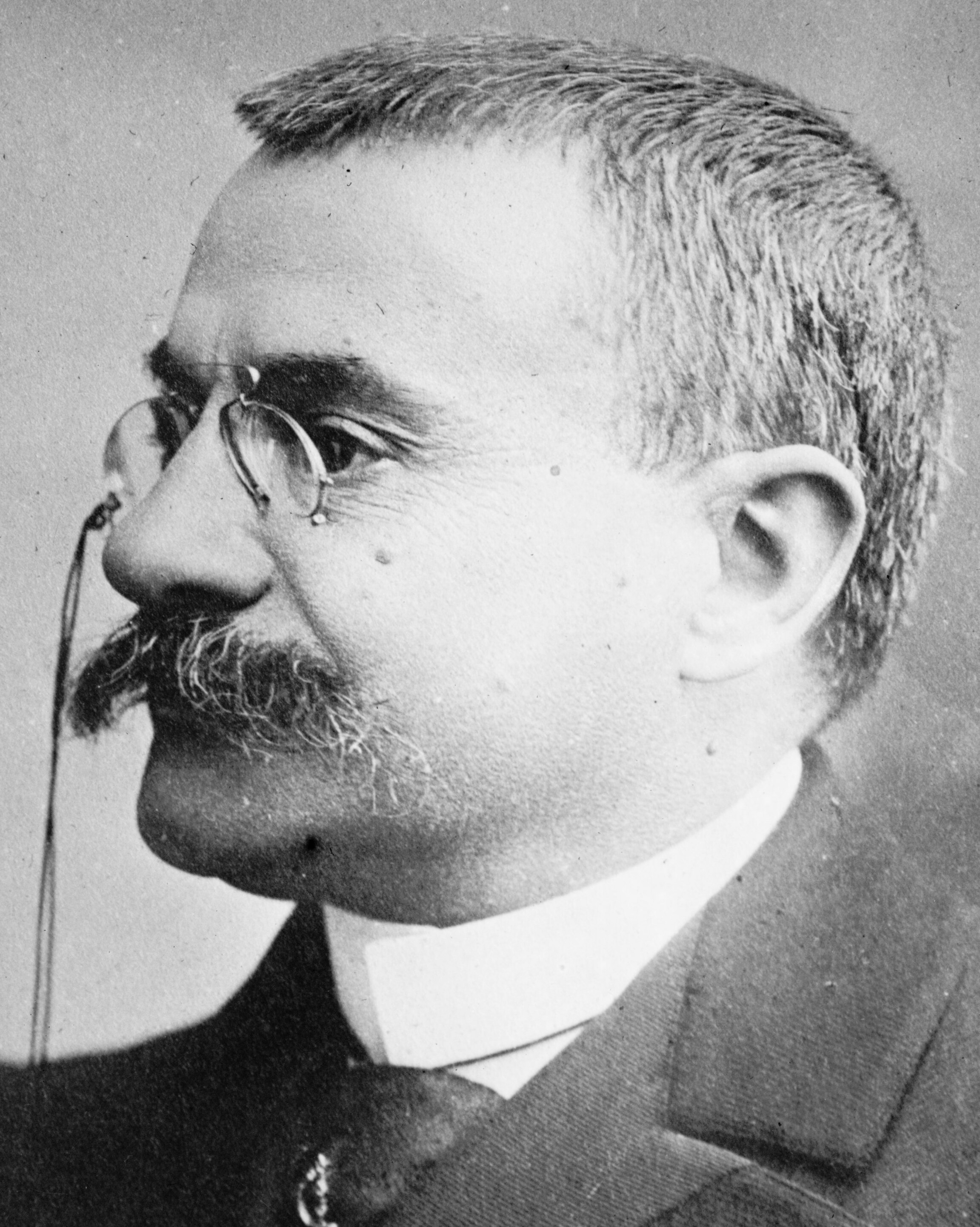
テオフィル・デルカッセ

テオフィル・デルカッセ（Théophile Delcassé、1852年3月1日 - 1923年2月22日）は、フランスの政治家である。1898年から1905年までの長期にわたってフランスの外相を務め、「デルカッセ体制」と呼ばれる対ドイツ包囲網の形成に尽力した。

## 生涯

### 若年期
1852年、フランス南部に位置するアリエージュ県のパミエで生まれた。パミエの中等学校でバカロレアに通り、トゥールーズ大学文学部に学んだ。
外交記者として「レピュブリック・フランセーズ（fr:La République Française）」誌上で健筆を振るった後、1889年にフォワ選出の下院議員として政界入りを果たす。同年、第2次リボー (fr:Alexandre Ribot) 内閣（1889年1月 - 1893年4月）の植民地次官に指名され、第1次デュピュイ (fr:Charles Dupuy) 内閣が総辞職する1893年12月まで在任した。第2次デュピュイ内閣（1894年5月 - 1895年1月）において植民地相を務めた。

### 外相時代
1898年6月、第2次ブリッソン(fr:Henri Brisson) 内閣が成立すると、アノトー (fr:Gabriel Hanotaux) を継いで外相に就任。以後、ワルデック＝ルソー、コンブ (fr:Émile Combes) およびルーヴィエ (fr:Maurice Rouvier) の歴代首相の下、7年にわたってその地位を保持した。

#### 「デルカッセ体制」の構築
外相としてのデルカッセは一貫して反ドイツ的な政策をとる一方、その他のヨーロッパ列強、特にイギリス・ロシアに対しては宥和的、あるいは協調的な方針を採用した。
就任当時、アフリカ・スーダンのファショダで、イギリスとの軍事衝突が懸念されていた（ファショダ事件）が、デルカッセは対英宥和策をとって両国関係の改善に努めた。ロシアに対しては、露仏同盟の強化を図って1899年8月と1901年4月の2度にわたり、サンクトペテルブルクを訪問した。また、水面下でイタリアと交渉し、1902年に両国間で密約（仏伊協定）を締結して三国同盟に揺さぶりをかけた。1903年7月には大統領ルーベと共にロンドンを訪問し、イギリスとの友好関係の構築を図った。翌1904年に締結された英仏協商は、彼の成し遂げた外交的成功の1つで、これによりイギリスのエジプトにおける優先権を認めた代償として、フランスのモロッコにおける優先権を確認させた。また、英露の緊張緩和を図り、両者の接近を進めさせた（この努力が、1907年の英露協商を導く要因ともなった）。
以上の努力により、デルカッセはビスマルク体制と呼ばれるドイツ中心のフランス包囲網を解体し、逆に対ドイツ包囲網を形成していった。彼とその継承者によって形成された対独包囲網は、フランスの国際政治史家ルネ・ジローにより、「デルカッセ体制」と表現されている。

#### モロッコ問題と失脚
1905年3月31日、ドイツ皇帝ヴィルヘルム2世が、フランスの勢力圏であるモロッコの北端の都市タンジールを突如訪問した。これを切っ掛けに独仏関係は緊張し、全面戦争を危惧する声も出た（第一次モロッコ事件）。このときデルカッセはあくまで対独強硬策を主張し、和平交渉を拒んだため、首相ルーヴィエとの対立を招き、罷免された。しかし、モロッコ問題調停を図って翌年1月から開催されたアルヘシラス会議において、ドイツの外交的孤立が露呈されるなど、彼のとった外交政策はフランスに利益をもたらした。

### その後
罷免されたデルカッセは、一旦は政界から引退するが、国際関係の緊張に伴って国政に復帰。海相（1911年 - 1913年）、駐露大使（1913年 - 1914年）を歴任し、第一次世界大戦勃発後には外相に返り咲いた。しかし、バルカン問題で重ねた失点が響いて求心力を低下させ、1915年10月に辞職した。
1923年2月22日、71歳の誕生日を目前にしてニースで死去した。